# Открытие гравитационных волн

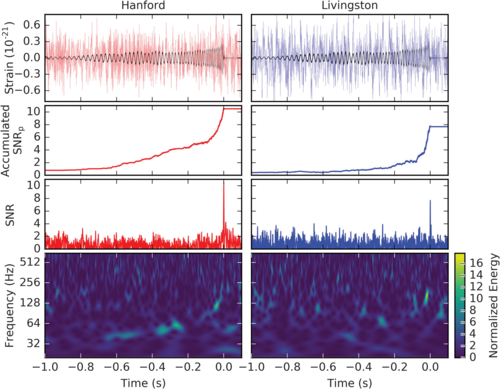
Второй зафиксированный гравитационно-волновой сигнал. SNR — отношение сигнал/шум, Accumulated SNRp — интегральное пиковое отношение сигнала к шуму из одного из методов корреляционной фильтрации.

Открытие гравитационных волн было выполнено путем их прямого детектирования 14 сентября 2015 года коллаборациями LIGO и VIRGO; об открытии было объявлено 11 февраля 2016 года. Результаты опубликованы в журнале Physical Review Letters и ряде последующих статей.
Событие получило обозначение GW150914.
За экспериментальное обнаружение гравитационных волн в 2017 году была присуждена Нобелевская премия по физике.

## Гравитационные волны и история их поиска
Существование гравитационных волн впервые было предсказано в 1916 году Альбертом Эйнштейном на основании общей теории относительности. 
Эти волны представляют собой изменения гравитационного поля, распространяющиеся подобно волнам. При прохождении гравитационной волны между двумя телами расстояние между ними изменяется. Относительное изменение этого расстояния служит мерой амплитуды волны.
Точнее говоря, в собственной системе отсчёта детектора гравитационная волна может в первом приближении рассматриваться как ньютоновская сила, действующая на второе тело из свободно висящей пары на удалении, задаваемом пространственным вектором {\displaystyle l^{i}(i=1,2,3)} от первого, вызывающая ускорение
{\displaystyle a^{i}=\sum _{j=1}^{3}{\frac {{\ddot {h}}_{ij}^{TT}l^{j}}{2}},}
где {\displaystyle h_{ij}^{TT}} — возмущения метрики, то есть амплитуда гравитационной волны, в так называемой поперечной калибровке с нулевым следом, а точка обозначает производную по времени. В случае монохроматической волны частотой ω, распространяющейся вдоль оси z
{\displaystyle h_{ij}^{TT}={\begin{pmatrix}h_{+}&h_{\times }&0\\h_{\times }&-h_{+}&0\\0&0&0\end{pmatrix}}\cos[\omega (t-z/c)],}
где {\displaystyle h_{+}} и {\displaystyle h_{\times }} — числа, выражающие амплитуду двух независимых поляризаций возможных гравитационных волн.
В принципе практически любое событие, сопровождающееся ускоренным передвижением массы, порождает гравитационные волны (исключения — вращение идеально симметричного тела вокруг оси симметрии, центральносимметричное сжатие и расширение шарообразного тела). Однако гравитация — очень слабое взаимодействие, поэтому амплитуда этих волн чрезвычайно мала. Так, стальная колонна массой 10000 тонн, вращающаяся на пределе прочности стали — 10 оборотов в секунду — будет излучать в гравитационных волнах примерно 10−24 Вт.
Ввиду крайней слабости предсказанных эффектов долгие годы подтвердить (или опровергнуть) их существование не представлялось возможным. Первое косвенное свидетельство существования гравитационных волн было получено в 1974 году благодаря наблюдению за тесной системой двух нейтронных звёзд PSR B1913+16, за это открытие Рассел Халс и Джозеф Тейлор получили в 1993 году Нобелевскую премию по физике. При обращении двойных звёзд друг вокруг друга они излучают гравитационные волны, теряя энергию, размеры орбит сокращаются и период обращения уменьшается. Уменьшение периода обращения со временем в точном согласии с расчётами по общей теории относительности и было зафиксировано.
Прямые попытки детектирования гравитационных волн берут начало в экспериментах Джозефа Вебера конца 1960-х годов. Заявление об их открытии Вебером в конце 1969 года, впоследствии, к 1972 году, опровергнутое научным сообществом, вызвало серьёзный интерес к этой проблеме. Долгое время основным вариантом детекторов гравитационных волн были резонансные детекторы типа, предложенного Вебером, которые постепенно улучшались на протяжении десятилетий. Принцип действия такого детектора состоит в том, что гравитационная волна, проходя через большую, порядка метров, твёрдую, обычно алюминиевую болванку — сжимает и расширяет её (это видно из изложенной выше интерпретации), и таким образом возбуждает в ней колебания — болванка начинает «звенеть» как колокол, что можно зафиксировать.
Эти детекторы, однако, обладали недостаточной чувствительностью, поэтому следующее поколение детекторов основано на другом принципе: использование интерферометра Майкельсона, позволяющего с большой точностью измерять изменения оптического пути света между зеркалами каждого плеча интерферометра. При этом проблему выхода на оптимальный уровень чувствительности только для очень длинных плеч — сотни километров — удалось решить введением в каждое плечо детектирования резонаторов Фабри — Перо, умножающих длину пробега лучей и позволивших укоротить плечи. Наиболее чувствительными построенными детекторами были установки коллабораций LIGO (два интерферометра с плечами по 4 км) и VIRGO (один интерферометр с плечами по 3 км), которые договорились о совместной обработке данных со своих детекторов.
В 2014 году было объявлено об открытии реликтовых гравитационных волн, оставшихся после Большого взрыва, командой эксперимента BICEP2, но вскоре после тщательного анализа данных оно было опровергнуто коллаборацией Planck.

## Слияние компактных объектов

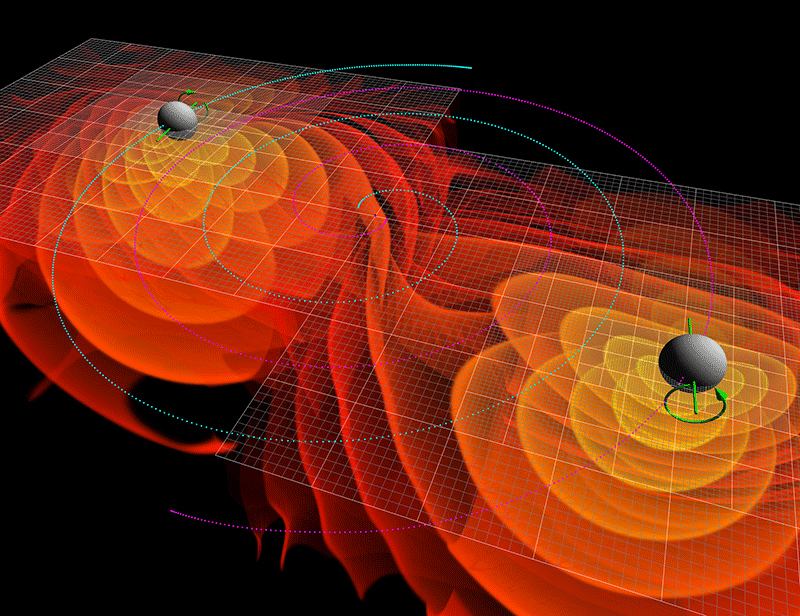
Визуализация моделирования сливающихся чёрных дыр, излучающих гравитационные волны

Двойные системы массивных объектов, например нейтронных звёзд или чёрных дыр, постоянно излучают гравитационные волны. Излучение постепенно сокращает их орбиты и в конечном счёте приводит к их слиянию, порождающему в этот момент особенно мощную гравитационную волну, буквально «прокатывающуюся» по Вселенной. Гравитационную волну такой силы способны зарегистрировать детекторы гравитационных волн.
При поиске и идентификации сигналов от слияний помогает знание предполагаемой формы временных сигналов гравитационных волн. Для этого применяются методы численной относительности, с помощью которых составляются сетки базовых моделей (шаблонов) слияний, между узлами которых используются аналитические приближения, основанные на постньютоновском формализме высокого порядка.

## Регистрация события GW150914
Сигнал слияния двух чёрных дыр с амплитудой гравитационной волны (безразмерной вариации метрики h) в максимуме около 10−21 был зарегистрирован 14 сентября 2015 года в 9:50:45 UTC двумя детекторами LIGO: сначала в Ливингстоне, а через 7 миллисекунд — в Хэнфорде, в области максимальной амплитуды сигнала (0,2 секунды) комбинированное отношение сигнал—шум составило 24:1. Событие получило обозначение GW150914 (в котором закодирован тип события — гравитационная волна и дата в формате ГГММДД).
Первая информация о событии поступила через три минуты после его прихода от программы Coherent WaveBurst, ищущей сигналы произвольной формы в потоке данных LIGO и разработанной под руководством физиков Сергея Григорьевича Клименко и Генаха Викторовича Мицельмахера, работающих в Университете Флориды. Затем сигнал был подтверждён второй программой, предназначенной для поиска сигналов от слияний компактных двойных по теоретическим образцам.
Первым участником коллаборации LIGO, обратившим внимание на сигнал, считается итальянский постдок Марко Драго, работающий в Институте гравитационной физики Общества Макса Планка в Ганновере. 14 сентября 2015 года уже через три минуты после прихода сигнала на рабочую почту Драго пришло уведомление от системы слежения LIGO. Драго оповестил другого постдока из Ганновера Эндрю Лундгрена, в 12:00 по местному времени они позвонили в центры управления в Ливингстоне и Хэнфорде. Примерно через час после получения уведомления (около 11:00 UTC) Драго разослал почтовое сообщение по всей коллаборации LIGO.
Около 6:30 по местному времени (10:30 UTC) Клименко проверил свою электронную почту и увидел письмо от программы о нахождении сигнала. Около 07:15 (11:15 UTC) он уведомил об этом коллег, следящих за работой детекторов.
Коллаборации приступили к ручной обработке сигнала 18 сентября и завершили предварительный этап работы к 5 октября. Одновременно были запущены программы поиска возможных сигналов от этого события в других астрономических диапазонах: нейтринный сигнал не был обнаружен, коллаборацией Fermi возможно была обнаружена слабая вспышка в рентгеновском диапазоне.

### Параметры события
Форма сигнала совпадает с предсказанием общей теории относительности для слияния двух чёрных дыр массами 36+5
−4 и 29+4
−4 солнечных. Возникшая чёрная дыра имеет массу 62+4
−4 массы Солнца и параметр вращения a = 0,67+0,05
−0,07. Излучённая за десятые доли секунды в слиянии энергия — эквивалент 3+0,5
−0,5 солнечных масс.

### Местонахождение источника
Расстояние до источника было вычислено из сравнения выделившейся мощности, оценку которой дают массы чёрных дыр, и измеренной амплитуды сигнала — 10−21. Расстояние оказалось равным примерно 1,3 млрд световых лет (410+160
−180 мегапарсек, красное смещение z = 0,09+0,03
−0,04).
Направление на источник сигнала определяется через разницу времен прохождения сигнала через детекторы. При наличии лишь двух детекторов LIGO эта разница во времени позволяет определить только угол между направлением распространения сигнала и прямой, соединяющей детекторы. Это задаёт конус, на поверхности которого может находиться источник. На карте звёздного неба возможная область нахождения источника выглядит как тонкое кольцо — толщина кольца тем меньше, чем меньше погрешности измерения. Задержка сигнала составила 6,9+0,5
−0,4 мс, это позволило вычислить, что источник сигнала GW150914 лежит на конусе, створ которого направлен в южную небесную полусферу. Дополнительный учёт поляризации гравитационной волны и взаиморасположения двух антенн относительно предполагаемого источника на основании соотношения амплитуд сигналов позволяет дополнительно сузить область. На карте звёздного неба область, где находится источник сигнала, представляет собой полумесяц площадью 140 кв. градусов (с вероятностью 50 %) или 590 кв. градусов (с вероятностью 90 %). При наличии трёх детекторов, не расположенных на одной прямой, можно было бы значительно повысить точность определения координаты источника.

## Международное сотрудничество
Несмотря на то, что первоначальный импульс проекту задали США, обсерватория LIGO является по-настоящему международным проектом. В получение научного результата внесли вклад в общей сложности более тысячи учёных мира из пятнадцати стран. В разработке детекторов и анализе данных участвовало более 90 университетов и научно-исследовательских институтов, существенный вклад также внесли около 250 студентов.
Создание LIGO для обнаружения гравитационных волн было предложено в 1980 году профессором физики MIT Райнером Вайссом, профессором теоретической физики Калтеха Кипом Торном и профессором физики того же института Рональдом Дривером.
Сеть детекторов LSC включает в себя интерферометры LIGO и детектор GEO600. Команда GEO включает учёных из Института гравитационной физики Общества Макса Планка (Институт Альберта Эйнштейна, AEI) и университета Лейбница в Ганновере в партнерстве с университетами Великобритании: Глазго, Кардиффа, Бирмингема и другими, а также университета Балеарских островов в Испании.
В состав коллаборации VIRGO входит более чем 250 физиков и инженеров, которые относятся к 19 различным европейским исследовательским группам: шесть из Национального центра научных исследований Франции; восемь из Национального института ядерной физики Италии; две из Нидерландов Nikhef; отделения физических наук Венгерской академии наук (Wigner RCP); группы POLGRAW из Польши и Европейской гравитационной обсерваторией, занимающейся обеспечением работы детектора VIRGO недалеко от Пизы в Италии.
В начале 90-х гг. было принято решение о строительстве нескольких детекторов, и первыми в строй должны были войти относительно небольшие установки GEO600 в Европе и TAMA300 в Японии. Эти установки имели шанс обнаружить гравитационные волны, но на них прежде всего должны были обкатать технологии. Предполагалось, что основными претендентами на обнаружение будут LIGO и VIRGO.
Открытие стало возможным благодаря новым возможностям обсерватории второго поколения (Advanced LIGO), в финансовой поддержке которого лидирует Национальный научный фонд США. Финансирующие организации в Германии (Общество Макса Планка), в Великобритании (Совет по обеспечению науки и технологии) и Австралии (Австралийский совет по исследованиям) также внесли значительный вклад в проект. Некоторые из ключевых технологий, сделавших Advanced LIGO гораздо более чувствительной, были разработаны и испытаны в германо-британском проекте GEO. Изначально американцы предложили Австралии построить в Южном полушарии антенну и согласились для этого предоставить всё оборудование, но Австралия отказалась из-за дороговизны содержания установки.
Значительные вычислительные ресурсы были предоставлены кластером AEI Atlas в Ганновере, лабораторией LIGO университета Сиракуз и университета Висконсина-Милуоки. Несколько университетов спроектировали, создали и испытали ключевые компоненты для Advanced LIGO: Австралийский национальный университет, Университет Аделаиды, Университет Флориды, Стэнфордский университет, Колумбийский университет в Нью-Йорке, Университет штата Луизиана. Оборудование установок содержит в себе комплектующие из множества стран. Так, на LIGO стоят немецкие лазеры, часть зеркал делалась в Австралии и т.д.
С инженерной точки зрения для реализации технологий по обнаружению гравитационных волн требовалось преодоление множества трудностей. Например, «чисто механически» необходимо повесить массивные зеркала на подвесе, который висит на другом подвесе, тот на третьем подвесе и так далее — и всё для того, чтобы максимально избавиться от посторонней вибрации. Другим примером инструментальных проблем является оптическая: чем мощнее луч, циркулирующий в оптической системе, тем более слабое смещение зеркал можно будет заметить фотодатчиком. Для компенсации эффекта в 2000-х годах была запущена исследовательская программа, включающая исследователей из США и Австралии. В Западной Австралии была сконструирована установка длиной 80 метров, призванная смоделировать воздействие мощного луча на систему линз и зеркал, а также избавиться от этого воздействия.
К совместному LIGO, Virgo и GEO600 наблюдению гравитационных волн в октябре 2019 присоединился проект KAGRA, что увеличит точность, сократив область неба, откуда пришли волны, с 30 до 10 квадратных градусов.

### Вклад советских и российских учёных
- На астрофизические явления как на источник гравитационных волн впервые обратил внимание в 1948 году академик В. А. Фок, который тогда же сделал оценки для мощности гравитационного излучения Юпитера[37][38].
- Идея использовать лазерные интерферометры для поиска гравитационных волн впервые была предложена в 1962 году М. Е. Герценштейном и В. А. Пустовойтом в СССР[32][33]. Однако считается, что их публикация не была замечена на западе и не повлияла на развитие реальных проектов[27].
- Участие В. Б. Брагинского в экспериментальных гравитационно-волновых исследованиях началось в 60-е годы с проверки результатов опытов Джозефа Вебера, который заявил об успешном детектировании гравитационных волн с помощью алюминиевых антенн. Тщательные измерения на аналогичных, созданных в МГУ антеннах, при более высоком уровне чувствительности опровергли выводы Вебера[39] (как впоследствии и другие проверки в разных лабораториях). Брагинский также теоретически предсказал, что в любых прецизионных измерениях на определённом уровне чувствительности начинают проявляться квантовые ограничения (стандартный квантовый предел) и предложил способы обхода этой проблемы (Квантово-невозмущающие измерения). Квантовые ограничения играют существенную роль в современных интерферометрических детекторах. Принимал участие в разработке деталей проекта LIGO ещё на этапах планирования[32][33][40] и ему даже предлагалось возглавить проект[27][38].
- Группа В. Б. Брагинского (Физический факультет МГУ) официально участвует в проекте LIGO с самого начала и занималась решением ряда задач, связанных с принципиальными ограничениями чувствительности антенн. В процессе её работы были получены следующие результаты[41]:
  - Создан уникальный подвес пробных масс из плавленого кварца. Измеренное время затухания маятниковых колебаний пробной массы составило около пяти лет. Экспериментально продемонстрировано, что в кварцевых подвесах в отличие от стальных, использовавшихся в начальной версии LIGO, отсутствуют избыточные механические шумы.
  - Детально исследованы шумы, обусловленные электрическими зарядами, находящимися на кварцевых зеркалах.
  - Обнаружен новый класс фундаментальных термодинамических шумов в зеркалах детектора. Их анализ привел к существенному изменению в текущей оптической конфигурации LIGO (отказ от кристаллического сапфира в пользу кварца).
  - Предсказан эффект параметрической неустойчивости интерферометра, который впоследствии был обнаружен в детекторах LIGO экспериментально, предложены способы его предотвращения.
  - Проанализированы качественно новые топологии оптической системы гравитационно-волновых детекторов, основанные на принципах квантовой теории измерений, свободные от ограничений стандартного квантового предела.
- Участие в LIGO приняла группа члена-корреспондента РАН А. М. Сергеева (Институт прикладной физики РАН, Нижний Новгород). Группа создала и в 2007 году установила на детекторы LIGO оптические изоляторы для предотвращения попадания отражённого от зеркал света обратно в лазер[42].
- Численные расчёты модели популяции двойных нейтронных звёзд и чёрных дыр (А. В. Тутуков и Л. Р. Юнгельсон, Институт астрономии Российской АН, 1993 г.) показали, что в Галактике частота слияний пар нейтронных звёзд более чем на 2 порядка превышает частоту слияний пар чёрных дыр. Но при фиксированной предельной чувствительности детектора отношение объемов пространства, в которых возможно обнаружение слияний двойных нейтронных звёзд и двойных чёрных дыр, пропорционально отношению масс чёрной дыры и нейтронной звезды в степени 2.5. В силу этого, если массы чёрных дыр превосходят примерно 10 масс Солнца, предсказываемые частоты регистрации становятся сравнимыми и слияние чёрных дыр может быть обнаружено первым[43]. Независимо, на то, что наиболее вероятными кандидатами для обнаружения гравитационных волн являются именно слияния чёрных дыр, а не нейтронных звёзд, указали в 1997 г. сотрудники ГАИШ МГУ В. М. Липунов, К. А. Постнов и М. Е. Прохоров[44].
- Один из основателей проекта LIGO (а также близкий друг В. Б. Брагинского) Кип Торн высоко оценил вклад российских учёных в проект[45].
- Глобальная сеть телескопов-роботов МАСТЕР МГУ (руководитель проекта — Липунов В. М.) — вклад в оптическую поддержку исследования области локализации первого гравитационно-волнового события LIGO GW150914[46].

## Научные результаты
Открытие привело к следующим новым научным результатам:
- Прямое обнаружение гравитационных волн[47].
- Прямое доказательство поперечности гравитационных волн[50].
- Открытие нового способа наблюдения за Вселенной (гравитационно-волновая астрономия).
- Объяснение проблемы гравитационного дальнодействия.
- Прямое доказательство существования чёрных дыр[47].
- Прямое доказательство существования двойных чёрных дыр[47].
- Доказательство правильности геометрического подхода к гравитации, на котором базируется ОТО[51].
- Обнаружение самой тяжёлой из когда-либо наблюдавшихся чёрных дыр звёздных масс[47].
- Установлен верхний предел массы гравитона (10−58 кг или {\displaystyle 7,7*10^{-23}} эВ)[47][33][52].
- Получено значение постоянной Хаббла {\displaystyle 70\pm 10} км/c/МПк[53]
- ОТО проверено для сильного гравитационного поля (в Солнечной системе слабое гравитационное поле). Отклонения от ОТО малы и не

превышают ошибок измерений.
- Разница между скоростями распространения света и гравитационных волн {\displaystyle {\frac {c-v_{g}}{c}}<10^{-16}} Этот факт противоречит любым физическим моделям с различными скоростями световых и гравитационных волн.[47]
- Принцип эквивалентности инертной и гравитационной масс, лежащий в основе ОТО,предполагающий, что отношение инертной и гравитационной масс {\displaystyle \lambda =1} подтвержден с точностью {\displaystyle |1-\lambda |<3,4*10^{-9}}[47]
- Отвергнуты модели с некомпактными дополнительными размерностями [47].

Кроме того, открытие гравитационных волн не опровергает никаких рабочих версий теории гравитации.
Получены значения максимальных ограничений на возможные отклонения от ОТО при излучении гравитационных волн и параметры теорий с дополнительными пространственными измерениями.

## Оценка открытия
Учёные коллаборации LIGO удостоены специальной премии Breakthrough Prize в $3 млн за подтверждение существования гравитационных волн. При этом треть премии разделят основатели проекта: Кип Торн, Райнер Вайс и Рональд Дривер, а остальная часть достанется 1012 соавторам открытия.
За экспериментальное обнаружение гравитационных волн в 2017 году была присуждена Нобелевская премия по физике.